# Hockey op de Olympische Zomerspelen 1984
Hockey is een van de sporten die beoefend werden tijdens de Olympische Zomerspelen 1984 in Los Angeles.

## Heren
De 12 deelnemende teams werden over twee groepen verdeeld, die een halve competitie speelden, de groepwinnaars en de nummers 2 plaatsten zich voor de halve finales, nummers 3 en 4 voor de strijd om de 5de plaats.

### Voorronde

#### Groep A
| datum      | land           | uitslag | land             |
| ---------- | -------------- | ------- | ---------------- |
| 29 juli    | Australië      | 5 – 0   | Maleisië         |
| 29 juli    | Spanje         | 1 – 3   | West-Duitsland   |
| 29 juli    | India          | 5 – 1   | Verenigde Staten |
| 31 juli    | Australië      | 3 – 1   | Spanje           |
| 31 juli    | West-Duitsland | 4 – 0   | Verenigde Staten |
| 31 juli    | India          | 3 – 1   | Maleisië         |
| 2 augustus | Spanje         | 3 – 4   | India            |
| 2 augustus | Maleisië       | 4 – 1   | Verenigde Staten |
| 2 augustus | Australië      | 3 – 0   | West-Duitsland   |
| 4 augustus | West-Duitsland | 5 – 0   | Maleisië         |
| 4 augustus | Australië      | 4 – 2   | India            |
| 4 augustus | Spanje         | 3 – 1   | Verenigde Staten |
| 6 augustus | Australië      | 2 – 1   | Verenigde Staten |
| 6 augustus | Spanje         | 3 – 1   | Maleisië         |
| 6 augustus | West-Duitsland | 0 – 0   | India            |

| Rang | Land             | Wed | W | G | V | DV | DT |     | Ptn |
| ---- | ---------------- | --- | - | - | - | -- | -- | --- | --- |
| 1    | Australië        | 5   | 5 | 0 | 0 | 17 | 4  | 13  | 10  |
| 2    | West-Duitsland   | 5   | 3 | 1 | 1 | 12 | 4  | 8   | 7   |
| 3    | India            | 5   | 3 | 1 | 1 | 14 | 9  | 5   | 7   |
| 4    | Spanje           | 5   | 2 | 0 | 3 | 11 | 12 | -1  | 4   |
| 5    | Maleisië         | 5   | 1 | 0 | 4 | 6  | 17 | -11 | 2   |
| 6    | Verenigde Staten | 5   | 0 | 0 | 5 | 4  | 18 | -14 | 0   |

#### Groep B
| datum      | land             | uitslag | land             |
| ---------- | ---------------- | ------- | ---------------- |
| 30 juli    | Canada           | 1 – 4   | Nederland        |
| 30 juli    | Nieuw-Zeeland    | 3 – 3   | Pakistan         |
| 30 juli    | Groot-Brittannië | 2 – 1   | Kenia            |
| 1 augustus | Nederland        | 3 – 1   | Nieuw-Zeeland    |
| 1 augustus | Kenia            | 0 – 3   | Pakistan         |
| 1 augustus | Canada           | 1 – 3   | Groot-Brittannië |
| 3 augustus | Canada           | 2 – 3   | Kenia            |
| 3 augustus | Groot-Brittannië | 1 – 0   | Nieuw-Zeeland    |
| 3 augustus | Nederland        | 3 – 3   | Pakistan         |
| 5 augustus | Kenia            | 1 – 4   | Nieuw-Zeeland    |
| 5 augustus | Nederland        | 3 – 4   | Groot-Brittannië |
| 5 augustus | Canada           | 1 – 7   | Pakistan         |
| 7 augustus | Groot-Brittannië | 0 – 0   | Pakistan         |
| 7 augustus | Canada           | 2 – 2   | Nieuw-Zeeland    |
| 7 augustus | Nederland        | 3 – 0   | Kenia            |

| Rang | Land             | Wed | W | G | V | DV | DT |     | Ptn |
| ---- | ---------------- | --- | - | - | - | -- | -- | --- | --- |
| 1    | Groot-Brittannië | 5   | 4 | 1 | 0 | 10 | 5  | 5   | 9   |
| 2    | Pakistan         | 5   | 2 | 3 | 0 | 16 | 7  | 9   | 7   |
| 3    | Nederland        | 5   | 3 | 1 | 1 | 16 | 9  | 7   | 7   |
| 4    | Nieuw-Zeeland    | 5   | 1 | 2 | 2 | 10 | 10 | 0   | 4   |
| 5    | Kenia            | 5   | 1 | 0 | 4 | 5  | 14 | -9  | 2   |
| 6    | Canada           | 5   | 0 | 1 | 4 | 7  | 19 | -12 | 1   |

### Plaatsingswedstrijden

#### 9de t/m 12de plaats
| datum      | land             | uitslag | land   |
| ---------- | ---------------- | ------- | ------ |
| 8 augustus | Maleisië         | 0 – 1   | Canada |
| 8 augustus | Verenigde Staten | 1 – 1   | Kenia  |

Kenia wint na verlengingen de strafballenserie met 6-5.

#### 11de-12de plaats
| datum       | land     | uitslag | land             |
| ----------- | -------- | ------- | ---------------- |
| 10 augustus | Maleisië | 3 – 3   | Verenigde Staten |

Maleisië wint na verlengingen de strafballenserie met 9-8.

#### 9de-10de plaats
| datum       | land   | uitslag | land  |
| ----------- | ------ | ------- | ----- |
| 10 augustus | Canada | 0 – 1   | Kenia |

#### 5de t/m 8ste plaats
| datum      | land   | uitslag | land          |
| ---------- | ------ | ------- | ------------- |
| 9 augustus | India  | 1 – 0   | Nieuw-Zeeland |
| 9 augustus | Spanje | 0 – 0   | Nederland     |

Nederland wint na verlengingen de strafballenserie met 10-4.

#### 7de-8ste plaats
| datum       | land   | uitslag | land          |
| ----------- | ------ | ------- | ------------- |
| 10 augustus | Spanje | 0 – 1   | Nieuw-Zeeland |

#### 5de-6de plaats
| datum       | land      | uitslag | land  |
| ----------- | --------- | ------- | ----- |
| 11 augustus | Nederland | 2 – 5   | India |

### Halve Finales
| datum      | land           | uitslag | land             |
| ---------- | -------------- | ------- | ---------------- |
| 9 augustus | Australië      | 0 – 1   | Pakistan         |
| 9 augustus | West-Duitsland | 1 – 0   | Groot-Brittannië |

### Bronzen Finale
| datum       | land      | uitslag | land             |
| ----------- | --------- | ------- | ---------------- |
| 11 augustus | Australië | 2 – 3   | Groot-Brittannië |

### Finale
| datum       | land           | uitslag | land     |
| ----------- | -------------- | ------- | -------- |
| 11 augustus | West-Duitsland | 1 – 2   | Pakistan |

### Eindrangschikking
| rang   | land | sporter(s) |
| ------ | ---- | --- |
| Goud   | PAK  | Abdul Rashid Al-Hasan, Hassan Sardar, Qasim Zia, Shahid Ali Khan, Ayaz Mahmood, Syed Ghulam Moinuddin, Manzoor Hussain, Kaleemullah Khan, Hanif Khan, Nasir Ali, Tauqir Dar, Khalid Hamid, Mushtaq Ahmad, Ishtiaq Ahmed, Naeem Akhtar, Saleem Sherwani                                                                |
| Zilver | FRG  | Christian Bassemir, Stefan Blöcher, Dirk Brinkmann, Heiner Dopp, Carsten Fischer, Tobias Frank, Volker Fried, Thomas Gunst, Joachim Hürter, Horst-Ulrich Hänel, Andreas Keller, Reinhard Krull, Michael Peter, Thomas Reck, Eckhard Schmidt-Opper, Markku Slawyk                                                      |
| Brons  | GBR  | Ian Taylor, Stephen Martin, Paul Barber, Robert Cattrall, Jon Potter, Richard Dodds, William McConnell, Norman Hughes, David Westcott, Richard Leman, Stephen Batchelor, Sean Kerly, James Duthie, Kulbir Bhaura, Mark Precious, Veryan Pappin                                                                        |
| 4      | AUS  | Ric Charlesworth, James Irvine, Colin Batch, David Bell, Adrian Berce, Grant Boyce, Craig Davies, Peter Haselhurst, Treva King, Terry Leece, Grant Mitton, Michael Nobbs, Nigel Patmore, Trevor Smith, Neil Snowden, Terry Walsh                                                                                      |
| 5      | IND  | Romeo James, Manohar Topno, Vineet Kumar Sharma, Sommayya Maneypande, Joaquimmartin Carvaho, Rajinder Singh, Charanjit Kumar, Merwyn Fernandes, Hardeep Singh, Mohammad Shahid, Iqubal Zafar, Nila Komol Singh, Iqbaljit Grewal, Ravinder Pal Singh, Marcellusmark Gomes, Jalaludin Syed                              |
| 6      | NED  | Pierre Hermans, Arno den Hartog, Cees Jan Diepeveen, Eric Pierik, Theodoor Doyer, Tom van 't Hek, Peter van Asbeck, Ewout van Asbeck, Hans Kruize, Ties Kruize, Ron Steens, Hidde Kruize, Lex Bos, Roderik Bouwman, René Klaassen, Maarten van Grimbergen                                                             |
| 7      | NZL  | Jeff Archibald, Husmukh Bhikha, Chris Brown, George Camoutsos, Peter Dali, Laurence Gallen, Stuart Grimshaw, Trevor Laurence, Grant McLeod, Brent Miskimmin, Peter Miskimmin, Arthur Parkin, Ramesh Patel, Robin Wilson, Maurice Marquet, Graham Sligo                                                                |
| 8      | ESP  | José Agut, Javier Cabot, Juan Arbós, Andres Gomez, Juan Peon, Jaime Arbós, Ricardo Cabot, Juan Malgosa, Carlos Roca, Mariano Bordas, Ignacio Cobos, Jorge Oliva, Miguel de Paz, Ignacio Escudé, Santiago Malgosa, José Garcia                                                                                         |
| 9      | KEN  | Emmanual Oduol, Julius Akumu, Lucas Alubaha, Michael Omondi, Parminder Saini, Manjeet Panesar, Jitender Panesar, Peter Akatsa, Harvinder Kular, Chris Otambo, Brajinder Daved, Raphael Fernandes, Sunil Chabra, Sarabjit Sehmi, Eric Otieno, Julius Mutinda                                                           |
| 10     | CAN  | Julian Austin, Ken Goodwin, Pat Caruso, David Bissett, Patrick Burrows, Rob Smith, Neki Sandhu, Ernest Cholakis, William Hladky, Satinder Chohan, Aaron Fernandes, Ross Rutledge, Reginald Plummer, Harbhajan Rai, Bruce MacPherson, Trevor Porritt                                                                   |
| 11     | MAS  | Ahmad Fadz Zainal Abidin, Yahya Atan, Foo Keat Seong, Sukhyinder Kulwant Singh, Michael Chew, Sarjit Sing Kyndan Singh, Stephen van Huizen, Jagjit Singh Chet Singh, Soon Mustafa Bin-Karim, Kevin Nunis, Ow Soon Kooi, Tam Cheo Sing, Shurentheran Murugasan, Poon Fook Loke, Colin Hugh Santa Maria, Zulkifli Abbas |
| 12     | USA  | Mohammed Barakat, Ken Barrett, Rawle Cox, Trevor Fernandes, Scott Gregg, Manzar Iqbal, Michael Kraus, Randy Lipscher, David McMichael, Gary Newton, Michael Newton, Brian Spencer, Morgan Stebbins, Robert Stiles, Andrew Stone, Nigel Traverso                                                                       |

## Dames
Er namen 6 teams deel aan het toernooi, deze teams speelden een halve competitie.

### Finale ronde
| datum       | land           | uitslag | land             |
| ----------- | -------------- | ------- | ---------------- |
| 31 juli     | Nederland      | 2 – 1   | Nieuw-Zeeland    |
| 1 augustus  | Australië      | 2 – 2   | West-Duitsland   |
| 1 augustus  | Canada         | 1 – 4   | Verenigde Staten |
| 2 augustus  | Australië      | 3 – 0   | Nieuw-Zeeland    |
| 3 augustus  | Nederland      | 2 – 1   | Verenigde Staten |
| 3 augustus  | Canada         | 0 – 3   | West-Duitsland   |
| 4 augustus  | Nieuw-Zeeland  | 0 – 2   | Verenigde Staten |
| 5 augustus  | West-Duitsland | 2 – 6   | Nederland        |
| 5 augustus  | Australië      | 1 – 2   | Canada           |
| 6 augustus  | West-Duitsland | 1 – 0   | Nieuw-Zeeland    |
| 7 augustus  | Canada         | 2 – 2   | Nederland        |
| 7 augustus  | Australië      | 3 – 1   | Verenigde Staten |
| 9 augustus  | West-Duitsland | 1 – 1   | Verenigde Staten |
| 10 augustus | Canada         | 4 – 1   | Nieuw-Zeeland    |
| 10 augustus | Australië      | 0 – 2   | Nederland        |

| Rang   | Land             | Wed | W | G | V | DV | DT |     | Ptn |
| ------ | ---------------- | --- | - | - | - | -- | -- | --- | --- |
| Goud   | Nederland        | 5   | 4 | 1 | 0 | 14 | 6  | 8   | 9   |
| Zilver | West-Duitsland   | 5   | 2 | 2 | 1 | 9  | 9  | 0   | 6   |
| Brons  | Verenigde Staten | 5   | 2 | 1 | 2 | 9  | 7  | 2   | 5   |
| 4      | Australië        | 5   | 2 | 1 | 2 | 9  | 7  | 2   | 5   |
| 5      | Canada           | 5   | 2 | 1 | 2 | 9  | 11 | -2  | 5   |
| 6      | Nieuw-Zeeland    | 5   | 0 | 0 | 5 | 2  | 12 | -10 | 0   |

De Verenigde Staten en Australië eindigden precies gelijk, evenveel punten en hetzelfde doelsaldo. Het onderlinge resultaat was van geen belang, er werden strafballen genomen voor de derde plaats; uitslag: 10-5 voor de Verenigde Staten.

### Eindrangschikking
| rang   | land | sporter(s) |
| ------ | ---- | --- |
| Goud   | NED  | Carina Benninga, Det de Beus, Fieke Boekhorst, Marjolein Bolhuis-Eijsvogel, Marieke van Doorn, Irene Hendriks, Elsemiek Hillen, Aletta van Manen, Anneloes Nieuwenhuizen, Martine Ohr, Sandra Le Poole, Alette Pos, Lisette Sevens, Sophie von Weiler, Laurien Willemse, Margriet Zegers                        |
| Zilver | FRG  | Ursula Thielemann, Elke Doris Drüll, Beate Deininger, Christina Helga Moser, Hella Roth, Dagmar Breiken, Birgit Hagen, Birgit Hahn, Gabriele Marion Appel, Corinna Margarete Lingnau, Andrea Sybille Lietz-Weiermann, Martina Helga Koch, Patricia Ott, Susanne Leonie Schmid, Gabriela Schley, Sigrid Landgraf |
| Brons  | USA  | Beth Anders, Beth Beglin, Regina Buggy, Gwen Cheeseman, Sheryl Johnson, Christine Larson-Mason, Kathleen McGahey, Anita Miller, Leslie Milne, Charlene Morett, Diane Moyer, Marcella Place, Karen Shelton, Brenda Stauffer, Julie Staver, Judy Strong                                                           |
| 4      | AUS  | Kym Ireland, Liane Tooth, Pamela Glossop, Susan Watkins, Lorraine Hillas, Robyn Leggatt, Sandra Pisani, Penny Gray, Robyn Holmes, Sharon Buchanan, Marian Aylmore, Colleen Pearce, Loretta Dorman, Julene Sunderland, Trisha Heberle, Evelyn Botfield                                                           |
| 5      | CAN  | Laurie Lambert, Sharon Creelman, Jean Major, Laura Branchaud, Lynne Beecroft, Shelley Andrews, Darlene Stoyka, Phyllis Ellis, Karen Hewlett, Diane Virjee, Terry Wheatley, Lisa Bauer, Sheila Forshaw, Sharon Bayes, Zoe MacKinnon, Nancy Charlton                                                              |
| 6      | NZL  | Lesley Murdoch, Barbara Tilden, Mary Clinton, Susan McLeish, Isobel Thomson, Sandra Mackie, Jillian Smith, Jane Goulding, Robyn Blackman, Jan Martin, Harina Kohere, Jennifer McDonald, Shirley Haig, Catherine Thompson, Lesley Elliott, Christine Arthur                                                      |

## Medaillespiegel
| Plaats | Land                     | NOC    | Goud | Zilver | Brons | Totaal |
| ------ | ------------------------ | ------ | ---- | ------ | ----- | ------ |
| 1      | Nederland                | NED    | 1    | 0      | 0     | 1      |
| 1      | Pakistan                 | PAK    | 1    | 0      | 0     | 1      |
| 3      | Bondsrepubliek Duitsland | FRG    | 0    | 2      | 0     | 2      |
| 4      | Groot-Brittannië         | GBR    | 0    | 0      | 1     | 1      |
| 4      | Verenigde Staten         | USA    | 0    | 0      | 1     | 1      |
| Totaal | Totaal                   | Totaal | 2    | 2      | 2     | 6      |

Londen 1908 · 
Antwerpen 1920 · 
Amsterdam 1928 · 
Los Angeles 1932 · 
Berlijn 1936 · 
Londen 1948 · 
Helsinki 1952 · 
Melbourne 1956 · 
Rome 1960 · 
Tokio 1964 · 
Mexico-stad 1968 · 
München 1972 · 
Montréal 1976 · 
Moskou 1980 · 
Los Angeles 1984 · 
Seoel 1988 · 
Barcelona 1992 · 
Atlanta 1996 · 
Sydney 2000 · 
Athene 2004 · 
Peking 2008 · 
Londen 2012 · 
Rio de Janeiro 2016 · 
Tokio 2020 · 
Parijs 2024 · 
Los Angeles 2028 
Medaillewinnaars
Atletiek · Basketbal · Boksen · Boogschieten · Gewichtheffen · Gymnastiek · Handbal · Hockey · Honkbal (demonstratie) · Judo · Kanovaren · Moderne vijfkamp · Paardensport · Roeien · Schermen · Schietsport · Schoonspringen · Synchroonzwemmen · Tennis (demonstratie) · Voetbal · Volleybal · Waterpolo · Wielersport · Worstelen · Zeilen · Zwemmen